# Đội thiếu niên tiền phong

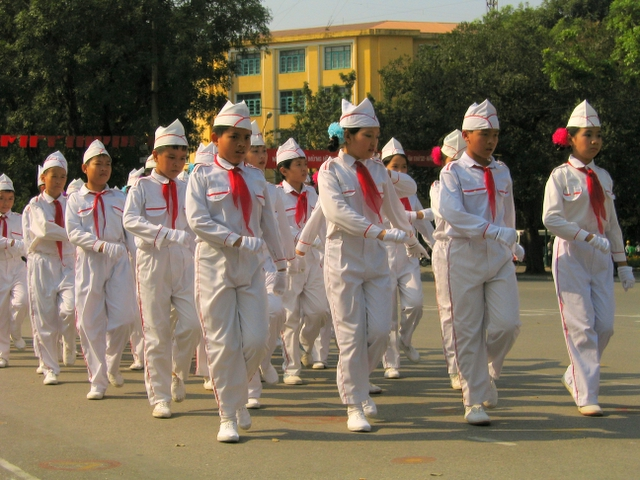
Thiếu niên Tiền phong Việt Nam tại SEA Games 2003.

Đội Thiếu niên Tiền phong là một tổ chức thanh thiếu niên nằm dưới sự quản lý của một Đảng Cộng sản, thường hoạt động tại các nước Xã hội chủ nghĩa. Nguồn gốc của nó có liên quan đến phong trào Hướng đạo thế giới do Huân tước Baden Powell sáng lập vào năm 1907 tại Anh quốc (xem thêm: Những tổ chức thế thân Hướng đạo thuộc quân đội và chính trị).Thông thường thiếu niên gia nhập đội ngay khi học tiểu học và đến độ tuổi thanh niên thì gia nhập Đoàn Thanh niên, Komsomol hoặc các tổ chức tương tự. Trước thập niên 1990, các tổ chức và phong trào thanh thiếu niên khoảng 30 nước thường hợp tác chặt chẽ dưới sự điều hành của một tổ chức quốc tế có tên gọi Ủy ban Quốc tế các Phong trào Thanh thiếu niên (tiếng Pháp: Comité international des mouvements d'enfants et d'adolescents, CIMEA), thành lập năm 1958, có trụ sở tại Budapest.

## Tổng quan

Huy hiệu thành viên Thiếu niên Tiền phong có hình Lenin.

Tại đa số các quốc gia cộng sản, việc gia nhập làm thành viên của các Đội Thiếu niên Tiền phong là tự ý chọn lựa. Phong trào Thiếu niên Tiền phong có nhiều đặc điểm khá khác biệt với phong trào Hướng đạo, đặc biệt phong trào Hướng đạo được độc lập khỏi sự kiểm soát của chính phủ và các đảng phái chính trị. Thí dụ, Thiếu niên Tiền phong không có các tổ chức riêng biệt dành cho nam hoặc nữ. Trong thời Liên Xô còn tồn tại, hàng ngàn Trại Thiếu niên Tiền phong và Nhà Thiếu niên Tiền phong đã được chính phủ và Liên đoàn Lao động xây dựng đặc biệt dành cho Thiếu niên Tiền phong sử dụng miễn phí. Có rất nhiều tờ báo và tạp chí xuất bản hàng triệu bản để phục vụ riêng cho Thiếu niên Tiền phong.
Tuy nhiên Thiếu niên Tiền phong có nhiều đặc điểm sao chép phong trào Hướng đạo. Cả hai tổ chức cùng chia sẻ một số nguyên lý như sự sẵn sàng và sự khuyến khích học hỏi năng khiếu hoạt động ngoài trời và thể thao. Phong trào Thiếu niên Tiền phong cũng bao gồm việc giảng dạy các nguyên lý cộng sản.
Thành viên của phong trào thường được gọi là Đội viên Thiếu niên Tiền phong. Khăn quàng của một đội viên Thiếu niên Tiền phong thường thì có màu đỏ nhưng đôi khi là màu xanh dương lợt. Một tổ chức Thiếu niên Tiền phong thường được đặt tên của một đảng viên cộng sản nổi tiếng và người này được dùng làm mẫu người lý tưởng cho những người cộng sản trẻ tuổi. Thí dụ, tại Liên Xô là Lenin; tại Việt Nam là Hồ Chí Minh; tại Albania là Enver Hoxha; tại Đông Đức (Cộng hòa Dân chủ Đức) là Ernst Thälmann. Tổ chức Thiếu niên Tiền phong Ernst Thälmann được dạy câu chăm ngôn "Ernst Thälmann là mẫu người lý tưởng của tôi. Chúng tôi tự hào mang khăn quàng đỏ."

## Tại các nước

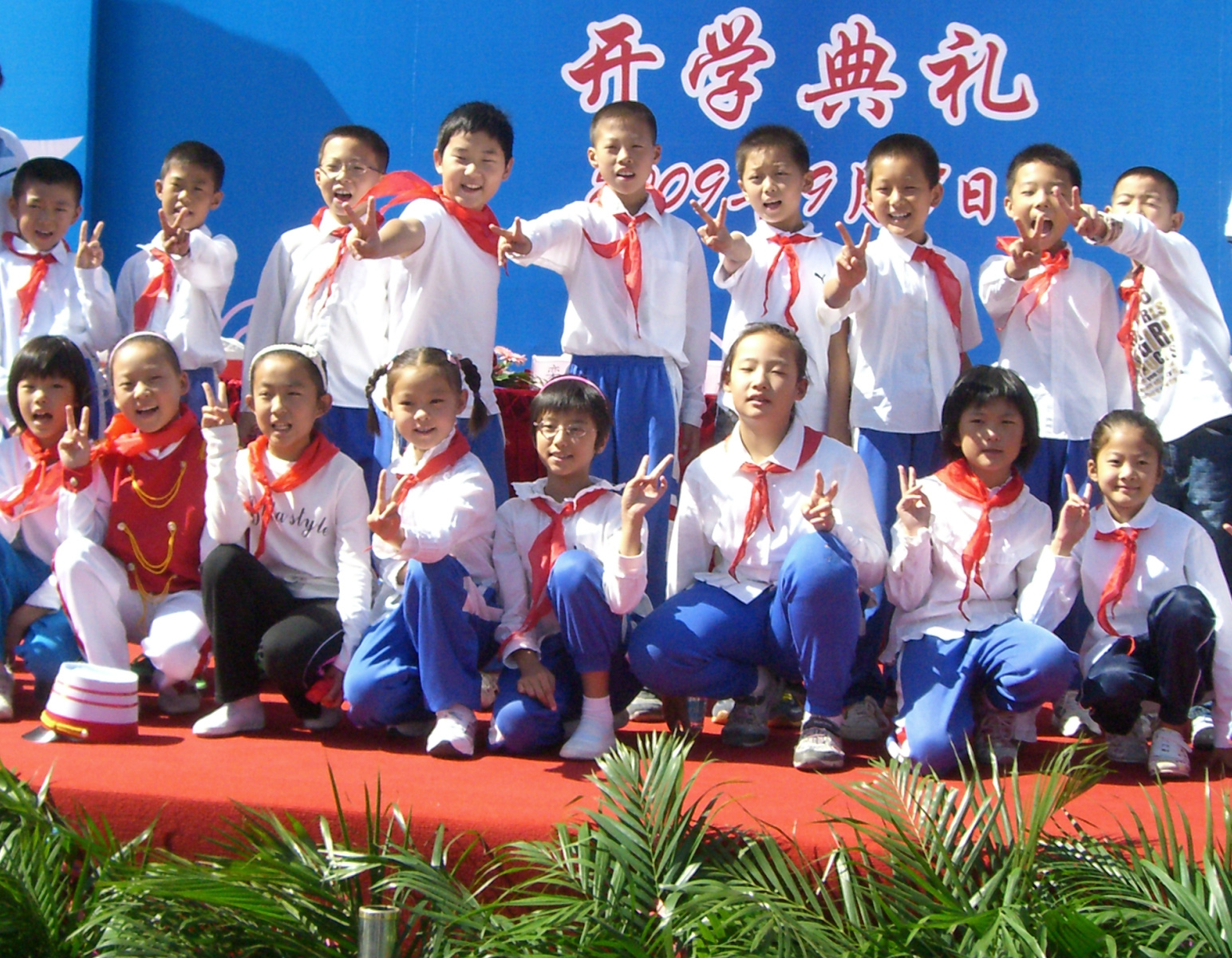
Thiếu niên Tiền phong Trung Quốc trong ngày khai giảng năm học, 2009.

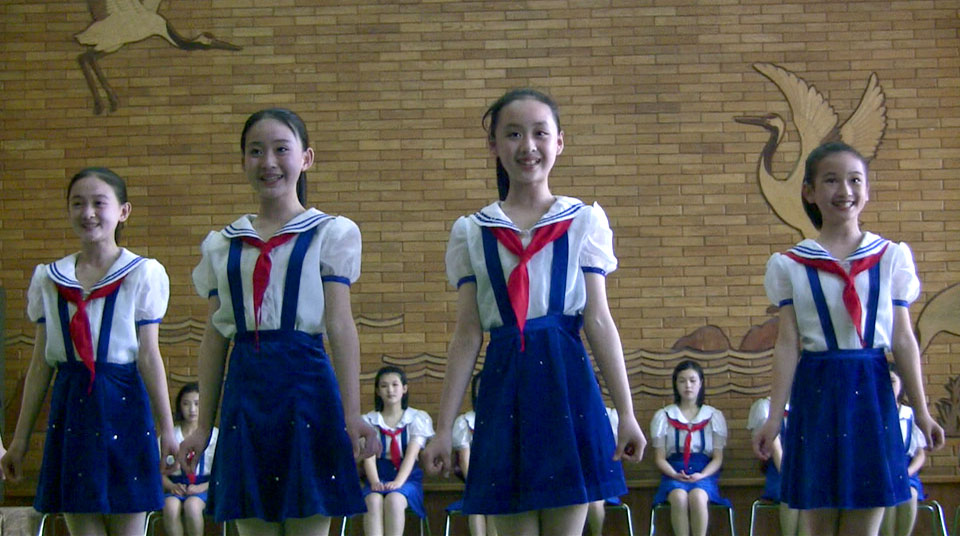
Thiếu niên Tiền phong tại Bình Nhưỡng, Triều Tiên.

Phong trào Thiếu niên Tiền phong có tại các nước:
- Belarus (Liên đoàn Thanh niên Cộng hòa Belarus)
- Bỉ (Tổ chức Thiếu niên Tiền phong của Đảng Lao động Bỉ)
- Trung Quốc (Đội Thiếu niên Tiên phong Trung Quốc)
- Cuba (Tổ chức Thiếu niên Tiền phong José Martí)
- Cộng hòa Síp (Tổ chức Thanh niên Dân chủ Thống nhất)
- Phần Lan (Liên đoàn Dân chủ Thiếu niên Tiền phong Phần Lan)
- Bắc Triều Tiên (Đội Thiếu niên Tiền phong Triều Tiên)
- Đông Đức (Đội Thiếu niên Tiền phong Ernst Thälmann)
- Liên Xô (Đội Thiếu niên Tiền phong Liên Xô hay Đội Thiếu niên Tiền phong Lenin)
- Tây Ban Nha (Thiếu niên Tiền phong thuộc Đảng Cộng sản Basque)
- Việt Nam (Đội Thiếu niên Tiền phong Hồ Chí Minh)